# Aurélien Paret-Peintre
Aurélien Paret-Peintre (Annemasse, 27 febbraio 1996) è un ciclista su strada francese, che corre per la Decathlon AG2R La Mondiale Team; è professionista dall'agosto 2018. Ha un fratello, anch'egli ciclista professionista, Valentin, che corre per la Soudal Quick-Step

## Palmarès
- 2013 (Juniores)

1ª tappa Giro di Basilicata (Nova Siri > Matera)
Classifica generale Giro di Basilicata
- 2014 (Juniores)

1ª tappa Kroz Istru (Parenzo > Pinguente)
Classifica generale Kroz Istru
- 2018 (Chambéry CF)

Annemasse-Bellegarde et Retour
- 2021 (AG2R Citroën Team, una vittoria)

Grand Prix Cycliste la Marseillaise
- 2023 (AG2R Citroën Team, due vittorie)

3ª tappa Tour des Alpes Maritimes et du Var (Villefranche-sur-Mer > Vence)
4ª tappa Giro d'Italia (Venosa > Lago Laceno)
- 2024 (Decathlon AG2R La Mondiale Team, una vittoria)

5ª tappa Tour of the Alps (Levico Terme > Levico Terme)

### Altri successi
- 2014 (Juniores)

Classifica giovani Kroz Istru
Classifica punti Kroz Istru

## Piazzamenti

### Grandi Giri
- Giro d'Italia

2020: 16º
2023: 15º
2024: 26º
- Tour de France

2021: 15º
2022: non partito (16ª tappa)
2023: 55º
2025: 25º

### Classiche monumento
- Milano-Sanremo

2025: 150º
- Giro delle Fiandre

2025: 16°
- Liegi-Bastogne-Liegi

2019: 64º
2021: 23º
2022: 40º
2023: 18º
2024: 5º
2025: 18º
- Giro di Lombardia

2021: 34º
2022: 73º
2023: ritirato

### Competizioni mondiali
- Campionati del mondo

Toscana 2013 - In linea Juniores: 111º
Ponferrada 2014 - In linea Juniores: 21º
Innsbruck 2018 - In linea Under-23: 13º

### Competizioni europee
- Campionati europei

Nyon 2014 - In linea Junior: 20º
Zlín 2018 - In linea Under-23: 14º
Trento 2021 - In linea Elite: ritirato